# Watertown (Massachusetts)
Watertown is een plaats (city) in de Amerikaanse staat Massachusetts, en valt bestuurlijk gezien onder Middlesex County.

## Demografie
Bij de volkstelling in 2000 werd het aantal inwoners vastgesteld op 32.986.
In 2006 is het aantal inwoners door het United States Census Bureau geschat op 32.165, een daling van 821 (-2.5%).

## Geografie
Volgens het United States Census Bureau beslaat de plaats een oppervlakte van
10,7 km², waarvan 10,6 km² land en 0,1 km² water.

## Arrestatie verdachten Bomaanslagen Boston
In 2013 was Watertown wereldwijd in het nieuws vanwege de arrestatie van twee verdachten (twee Tsjetsjeense broers) van de bomaanslagen tijdens de marathon van Boston van 2013. In de nacht van 18 op 19 april trof de politie de twee jonge mannen aan, waarna de oudere broer het vuur op de agenten opende en met een explosief zou hebben gegooid. Hij werd gewond afgevoerd naar het ziekenhuis en overleed daar aan zijn verwondingen. De jongere broer wist te ontkomen in een andere auto. Dit was de 19-jarige Dzjochar Tsarnaëv. Hij werd op 19 april rond 20.45 uur lokale tijd ingerekend, na een klopjacht van bijna 23 uur. De laatste uren had hij zich schuilgehouden in een boot in een tuin achter een huis in Watertown.

## Plaatsen in de nabije omgeving
De onderstaande figuur toont nabijgelegen plaatsen in een straal van 8 km rond Watertown.

## Geboren
- Harriet Hosmer (1830-1908), beeldhouwer
- Charles Tainter (25 april 1854), uitvinder
- R. Tucker Abbott (1919 - 1995), malacoloog
- Eliza Dushku (30 december 1980), actrice